# Хребтовская волость
Хребтовская волость — административно-территориальная единица Переславского уезда Владимирской губернии и Сергиевского уезда Московской губернии. Существовала до 1929 года, центром волости было село Хребтово.
В 1895 году входила в состав Переславского уезда Владимирской губернии и включала сёла Пустое Рождество, Трёхселище и Хребтово, сельца Плотихино и Сальково, деревни Барово, Боблово, Дубравы, Ваулино, Власово, Вонякино, Вороново, Горюшка, Григорово, Дмитровское, Запольское, Катунино, Климово, Македонка, Малинки, Мардарьево, Мухарево, Новая, Новая Шурма, Петрушино, Селково, Сорокино, а также Алексеевский Выселок.
Основными промыслами населения являлись возка лесного материала, пилка дров, плетение корзин, изготовление деревянных дощечек, корыт, щитов, ящиков, деревянной посуды, борон и гробов. На отхожий промысел в Москву и Московский уезд жители волостных сёл и деревень уезжали в качестве фабричных рабочих.
По состоянию на 1905 год входили 28  населённых пунктов.
Постановлением НКВД от 13 марта 1922 года Хребтовская волость была включена в состав Сергиевского уезда Московской губернии, на тот момент в ней было 25 сельсоветов — Бедловский, Баровский, Ваулинский, Власовский, Вонякинский, Вороновский, Горюшкинский, Григоровский, Дмитровский, Дубровский, Запольский, Климовский, Малинковский, Мардарьевский, Мухаревский, Новошурмовский, Новский, Плотихинский, Петрушинский, Пусто-Рождественский, Сальковский, Селковский, Сорокинский, Трёхселищенский и Хребтовский.
В 1923 году территории Бедловского и Пусто-Рождественского с/с были переданы Сальковскому с/с; Вороновского — Плотихинскому; Григоровского, Климовского и Трёхселищенского — Малинковскому; Запольского — Селковскому; Горюшкинского и Мардарьевского — Власовскому; Дмитровского и Мухаревского — Хребтовскому; Петрушинского — Новскому; Ваулинского и Новошурмовского — Дубровскому с/с.
В 1924 году Дубровский с/с реорганизован в Шурмовский, через год — в Больше-Дубровский, а спустя ещё год — в Новошурмовский.
В 1925 году Новский с/с был включён в состав Баровского с/с.
В 1927 году Малинковский с/с реорганизован в Трёхселищенский, Баровский с/с — в Новский.
По итогам Всесоюзной переписи 1926 года численность населения 41 населённого пункта волости составила 5651 человек (2635 мужчин, 3016 женщин), насчитывалось 1168 хозяйств, среди которых 1114 крестьянских; волостной исполнительный комитет располагался в селе Хребтово; крупнейший населённый пункт — деревня Селково (470 жителей).
В ходе реформы административно-территориального деления СССР в 1929 году Хребтовская волость была упразднена, а её территория передана Константиновскому району Кимрского округа Московской области, к этому времени в составе волости оставалось 8 сельсоветов — Власовский, Новошурмовский, Новский, Плотихинский, Сальковский, Селковский, Трёхселищенский и Хребтовский.

## Комментарий
1. ↑  Все населённые пункты ныне относятся к Сергиево-Посадскому району Московской области, за исключением упразднённых Алексеевского Выселка и деревни Мухарево.